# Säge Weissenbach

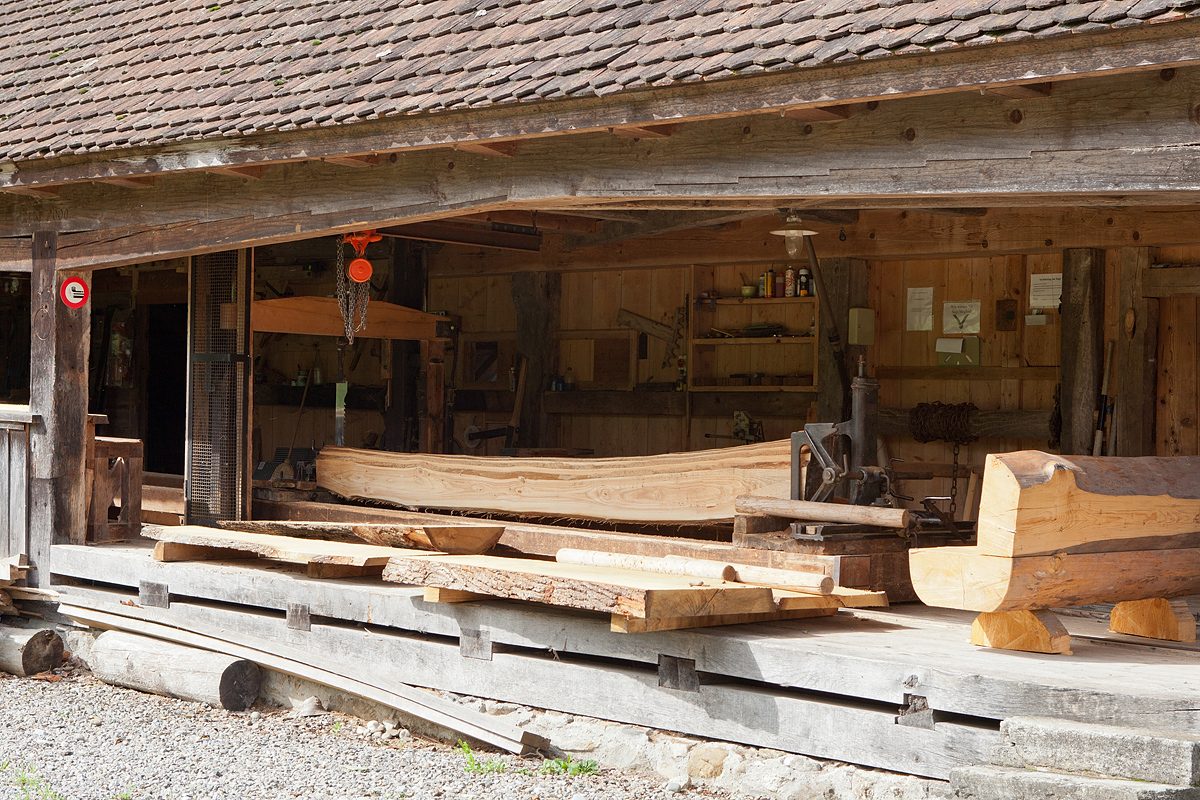
Säge Weissenbach

Die Säge Weissenbach (schweizerdeutsch Wyssebacher Sagi) ist eine ehemalige Wassermühle mit Sägewerk im Weiler Weissenbach bei Boswil im Kanton Aargau. Sie ist ein denkmalgeschütztes Kulturgut von nationaler Bedeutung. Ihre Geschichte reicht bis ins 14. Jahrhundert zurück.

## Geschichte
Der Weiler Weissenbach liegt am gleichnamigen Bach am Osthang des Lindenbergs, unmittelbar an der Gemeindegrenze zu Buttwil. Im Boswiler Twingrecht von 1343 wird der Steckhof Werdolzwile erwähnt, der rund zweihundert Jahre später nach dem dort fliessenden Bach umbenannt wurde. Die erste Erwähnung einer Mühle erfolgte in einem Urbar aus dem Jahr 1380; sie ist somit eine der ältesten in der Region Freiamt. Laut einem Erblehensvertrag mit dem Kloster Muri musste die Mühle 1426 nach schweren Beschädigungen wieder aufgebaut werden. Während der Mühlenbetrieb unteilbar blieb, wurde der Hof durch Realteilung immer weiter zersplittert.
Die Mühle lieferte Bau- und Nutzholz für die Bauern der näheren und ferneren Umgebung. Mit Abstand grösster Kunde war das nahe gelegene Kloster Muri. Vor allem in den 1690er Jahren bestand ein grosser Holzbedarf, als die Klosterkirche St. Martin umgebaut wurde. 1728 trug man die baufällig gewordene Mühle bis auf die Grundmauern ab und ersetzte sie durch einen Neubau. Das heute bestehende Sägewerk stammt aus dem Jahr 1836. Die Getreidemühle wurde 1901 ausser Betrieb gesetzt, als einziger Gewerbezweig verblieb das Sägewerk.
Da die Eigentümerfamilie das Sägewerk nicht mehr wirtschaftlich betreiben konnte, wurde 1996 ein Verein gegründet mit dem Ziel, das Gebäude unter grösstmöglicher Wahrung der baulichen Substanz zu erhalten. 1998 stellte der Regierungsrat des Kantons Aargau die Säge Weissenbach unter Denkmalschutz. Die Restaurierung begann 1999 und wurde 2003 abgeschlossen.

## Bauwerk
Der Keller des Sägewerks ist ein längsrechteckiges Mauergeviert aus Natursteinen, der Oberbau ist eine Holzkonstruktion mit einem Dach aus Biberschwanzziegeln. Ein verzahnter Längsträger stützt die offene Südseite. Das Wasser des Weissenbachs wird über einen Kanal zum Sagiweiher geleitet, der ein Volumen von 800 m3 besitzt. Von dort leitet eine gusseiserne Druckleitung das Wasser mit 20 Meter Gefälle zu einer Francis-Turbine, welche die Wagenfräse antreibt. Der Antrieb der Gattersäge erfolgt über einen Holzkanal von 40 Metern Länge, der das Wasser auf ein hölzernes Wasserrad mit 5,5 Metern Durchmesser leitet.